# جرجس نخلة (عزبة)
قرية عزبة جرجس نخلة هي إحدى القرى التابعة لمركز الرحمانية في محافظة البحيرة في جمهورية مصر العربية. حسب إحصاءات سنة 2006، بلغ إجمالي السكان في عزبة جرجس نخلة 686 نسمة، منهم 374 رجل و312 امرأة.